# Bia Seidl
Maria Beatriz Parpinelli Seidl, mais conhecida como Bia Seidl (Rio de Janeiro, 19 de setembro de 1961), é uma atriz brasileira.

## Biografia e Carreira
Maria Beatriz nasceu na capital fluminense em 19 de setembro de 1961. Seu pai, Theophilo, possui ascendência austríaca e sua mãe, Alice, é descendente de italianos. Adotou o nome artístico de Bia Seidl e iniciou seus estudos sobre arte e atuação, começando a atuar em teatro.
Considerada uma das melhores atrizes de sua geração, Bia foi alçada à fama em 1981, quando Sílvio de Abreu a convidou para atuar em Jogo da Vida, uma novela paulistana, onde ela deu vida à personagem Vivian.
Após sua primeira repercussão em televisão, em 1982, ganhou uma personagem na primeira versão da novela Paraíso, de Benedito Ruy Barbosa, interpretando Edith. Em 1983, teve seu primeiro personagem de maior destaque, no horário nobre, em Louco Amor, novela de Gilberto Braga, interpretando a jovem Luciana.
Sua carreira foi marcada por fortes papéis antagônicos em novelas, uma das mais marcantes foi a Gláucia, de A Gata Comeu, um grande sucesso de Ivani Ribeiro em 1985. Na trama, ela era irmã da protagonista Jô Penteado, papel de Christiane Torloni, e vivia em conflito com a família por ser rancorosa e invejosa.
Mesmo após o sucesso de sua personagem em A Gata Comeu, Bia não manteve contrato fixo com a Rede Globo e, em 1986, transferiu-se para a Rede Manchete, que estava com sua produção em teledramaturgia em alta. Neste ano, foi a coprotagonista de Dona Beija, interpretando a doce Aninha. Entre setembro de 1986 e março de 1987, também esteve no elenco de Tudo ou Nada, novela de José Antônio de Souza e protagonizada pela atriz Elizângela.
Em outubro de 1987, Bia voltou à Rede Globo integrando o elenco da novela Mandala, exibida às 20h, interpretando Mariana, par romântico de Osmar Prado. No seguinte, Bia entrou na fase final da novela Vale Tudo, como a fotógrafa Marília Dias. Na trama, sua personagem se envolvia amorosamente com Laís, vivida por Cristina Prochaska.
Em 1989, foi uma das protagonistas de O Sexo dos Anjos, interpretando Diana, o Anjo da Morte, a figura antagônica da novela, que envia o protagonista Adriano à Terra para buscar a protagonista Isabela, interpretados por Felipe Camargo e Isabela Garcia, respectivamente. Volta às novelas em 1990, em Mico Preto. Em Vamp, comédia sobre vampiros de 1991, Bia deu vida à Soninha. Em 1992 realizou uma pequena participação em Perigosas Peruas, interpretando a advogada da protagonista Cidinha (Vera Fischer).
Após alguns trabalhos na década de 90, os convites para trabalhos em grandes obras na televisão começaram a diminuir, e Bia enfrentou uma crise em sua carreira. Realizou participações em minisséries marcantes, como Memorial de Maria Moura e Engraçadinha... Seus Amores e Seus Pecados.
Em 1995, transferiu-se para o SBT, interpretando sua primeira protagonista em telenovelas, dando vida a atriz Pola Renon de Sangue do Meu Sangue, trama ambientada no Império do Brasil do século XIX. Em outubro de 1996 começou a gravar a versão de 1997 de Os Ossos do Barão, interpretando Lavínia.
Em 1998 estreou na Rede Record, passando assim por todas as principais emissoras de televisão do país. Em Estrela de Fogo interpretou a administradora Luciana.

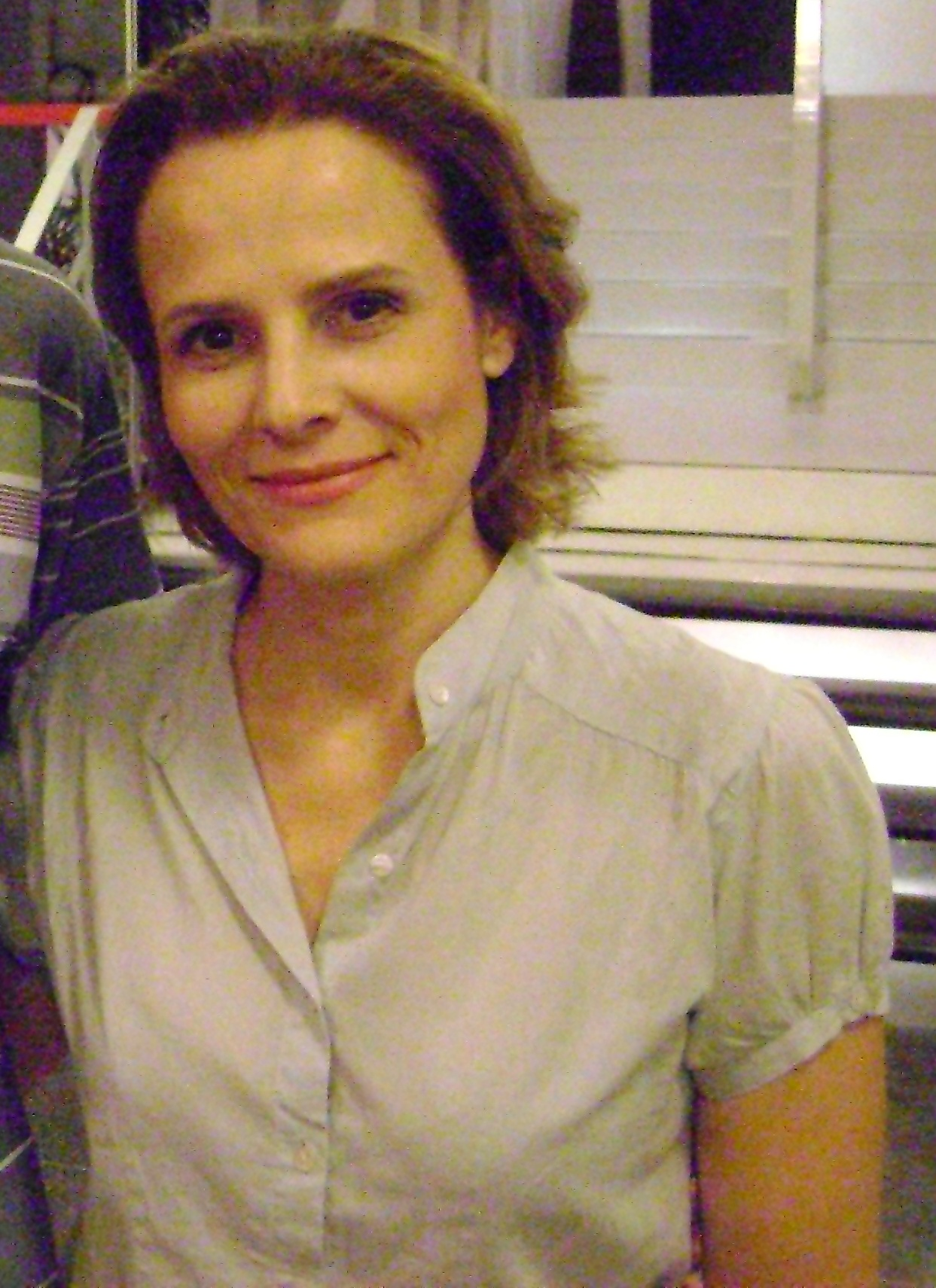
Bia em novembro de 2010, após apresentação da peça Cândida, em São Paulo.

Manteve-se afastada das telenovelas até 2001, limitando-se a pequenas participações em seriados, como Você Decide, quando ingressou ao elenco da oitava temporada da novela teen Malhação. Vera, sua personagem em Malhação, descobria um câncer de mama e se submetia a uma mastectomia radical (optando, numa atitude corajosa, por não reconstruir a mama perdida).
Em 2003 voltou ao SBT, na novela Jamais Te Esquecerei, remake da novela mexicana Nunca te olvidaré, interpretando a vilã Leonor.
Em 2004, esteve nos palcos com a peça O Mistério do Fantasma Apovorado, espetáculo infantil escrito por Walcyr Carrasco, onde Bia teve sua atuação aclamada pela crítica vencendo os prêmios Coca Cola e Troféu APCA de melhor atriz. Após sua elogiada atuação, Walcyr Carrasco a convidou para integrar o elenco da novela Alma Gêmea em 2005.
No teatro interpretou a peça Cândida de Bernard Shaw onde é a protagonista, uma mulher casada com um reverendo. Em 2007, foi convidada por Aguinaldo Silva para voltar às novelas, foi quando fez uma participação especial na novela Duas Caras. Em 2008, Bia esteve em dois episódios do seriado Casos e Acasos.
Quando está afastada da televisão, Bia se dedica ao teatro e a preparação de novos atores.
Em 2017, Bia assina com a RecordTV para interpretar a diabólica vilã Débora Koheg Montana de Apocalipse que é a perversa progenitora do Anticristo.
Em 2018 Na TVI de Portugal, interpreta Maria Pia em Valor da Vida.

## Vida pessoal
A atriz tem dois filhos, Daniel que é redator e editor e Miranda que trabalha como designer.

## Filmografia

### Televisão
| Ano  | Título                    | Personagem                     | Notas                                                   | Emissora      |
| ---- | ------------------------- | ------------------------------ | ------------------------------------------------------- | ------------- |
| 1981 | Jogo da Vida              | Vivian                         |                                                         | Rede Globo    |
| 1982 | Paraíso                   | Edith Alcântara                |                                                         | Rede Globo    |
| 1983 | Louco Amor                | Luciana                        |                                                         | Rede Globo    |
| 1984 | Corpo a Corpo             | Laís Monfort                   | Episódios: "26 de novembro–5 de dezembro"               | Rede Globo    |
| 1985 | A Gata Comeu              | Gláucia Brandão Penteado       |                                                         | Rede Globo    |
| 1986 | Dona Beija                | Ana Felizardo Sampaio (Aninha) |                                                         | Rede Manchete |
| 1986 | Tudo ou Nada              | Odila Bourbon                  |                                                         | Rede Manchete |
| 1987 | Mandala                   | Mariana                        |                                                         | Rede Globo    |
| 1988 | Vale Tudo                 | Marília Dias                   | Episódios: "26 de dezembro–6 de janeiro"                | Rede Globo    |
| 1989 | O Sexo dos Anjos          | Anjo da Morte / Diana          |                                                         | Rede Globo    |
| 1990 | Delegacia de Mulheres     | Mariana                        | Episódio: "Elas não Usam Black-tie"                     | Rede Globo    |
| 1990 | Mico Preto                | Beatriz                        |                                                         | Rede Globo    |
| 1991 | Caso Especial             | Joana                          | Episódio: "Marina"                                      | Rede Globo    |
| 1991 | Vamp                      | Soninha                        |                                                         | Rede Globo    |
| 1992 | Perigosas Peruas          | Advogada de Cidinha            | Episódio: "10 de fevereiro"                             | Rede Globo    |
| 1992 | Você Decide               | Cristina                       | Episódio: "Armadilha do Destino"                        | Rede Globo    |
| 1993 | Você Decide               | Olga                           | Episódio: "O Filho da Outra"                            | Rede Globo    |
| 1993 | Contos de Verão           | Renata                         |                                                         | Rede Globo    |
| 1994 | Memorial de Maria Moura   | Bela                           |                                                         | Rede Globo    |
| 1994 | Você Decide               | Elza                           | Episódio: "Mãe Solteira"                                | Rede Globo    |
| 1995 | Engraçadinha              | Mãe de Sílvio (jovem)          | Episódio: "25 de abril"                                 | Rede Globo    |
| 1995 | Sangue do Meu Sangue      | Pola Renon                     |                                                         | SBT           |
| 1997 | Os Ossos do Barão         | Lavínia                        |                                                         | SBT           |
| 1998 | Estrela de Fogo           | Luciana                        |                                                         | RecordTV      |
| 2000 | Você Decide               | Francis                        | Episódio: "Golpe de Mestre"                             | Rede Globo    |
| 2000 | Você Decide               | Viviane                        | Episódio: "Admirável Mundo Novo"                        | Rede Globo    |
| 2001 | Malhação                  | Vera Ferreira                  | Temporada 8                                             | Rede Globo    |
| 2003 | Jamais Te Esquecerei      | Leonor                         |                                                         | SBT           |
| 2005 | Alma Gêmea                | Vera Souza Dias Enke           |                                                         | Rede Globo    |
| 2006 | Bicho do Mato             | Laura Rodrigues                |                                                         | RecordTV      |
| 2007 | Duas Caras                | Gabriela Fonseca do Nascimento | Episódios: "1–2 de outubro"                             | Rede Globo    |
| 2008 | Casos e Acasos            | Cristiana                      | Episódio: "O Triângulo, a Tia Raquel e o Pedido"        | Rede Globo    |
| 2008 | Casos e Acasos            | Paloma                         | Episódio: "O Papai Noel, a Perna Quebrada e o Presépio" | Rede Globo    |
| 2009 | Deu a Louca no Tempo      | Lola                           |                                                         | Rede Globo    |
| 2009 | Paraíso                   | Aurora Medeiros                |                                                         | Rede Globo    |
| 2010 | A Vida Alheia             | Leila                          | Episódio: "A Vítima"                                    | Rede Globo    |
| 2011 | Insensato Coração         | Helena                         | Episódios: "2 de maio–26 de julho"                      | Rede Globo    |
| 2012 | Lado a Lado               | Margarida Vieira               |                                                         | Rede Globo    |
| 2013 | Dança dos Famosos         | Participante                   | Temporada 10                                            | Rede Globo    |
| 2017 | A Vida Secreta dos Casais | Alice                          | Episódio: "2"                                           | HBO Brasil    |
| 2017 | Apocalipse                | Débora Koheg                   |                                                         | RecordTV      |
| 2018 | Valor da Vida             | Maria Pia                      |                                                         | TVI           |
| 2020 | Coisa Mais Linda          | Clarice                        | Episódio: "Sobre Viver"                                 | Netflix       |

### Cinema
| Ano  | Título                           | Personagem   |
| ---- | -------------------------------- | ------------ |
| 1984 | Os Trapalhões e o Mágico de Oróz | Virgem Maria |
| 1987 | Os Fantasmas Trapalhões          | Leila        |
| 1987 | Eu                               | Berenice     |

## Teatro
| Ano       | Título                           | Notas                                                                               |
| --------- | -------------------------------- | ----------------------------------------------------------------------------------- |
| 1991      | No Natal a Gente Vem Te Buscar   | Autor: Naum Alves de Souza Direção: João Albano                                     |
| 1993      | No Coração do Brasil             | Autor e Direção: Miguel Falabella                                                   |
| 2000      | As Encalhadas                    | Autores: Miriam Palma e Isabel Scisci Direção: Bibi Ferreira e Paulo Afonso de Lima |
| 2004 2005 | O Mistério do Fantasma Apavorado | Autor: Walcyr Carrasco Direção: Eduardo Figueiredo                                  |
| 2008 2011 | Cândida                          | Autor: Bernard Shaw Direção: Zé Henrique de Paula                                   |
| 2016      | Não Contém Glúten                | Autor: Sergio Roveri Direção: José Roberto Jardim                                   |

## Prêmios e indicações
| Ano  | Prêmio                                                | Categoria                           | Nomeação                         | Resultado |
| ---- | ----------------------------------------------------- | ----------------------------------- | -------------------------------- | --------- |
| 2005 | Troféu Associação Paulista de Críticos de Arte (APCA) | Melhor Atriz                        | O Mistério do Fantasma Apavorado | Venceu    |
| 2005 | Prêmio Coca Cola de Teatro                            | Melhor Atriz de Espetáculo Infantil | O Mistério do Fantasma Apavorado | Venceu    |
| 2016 | Troféu Associação Paulista de Críticos de Arte (APCA) | Melhor Atriz                        | Não Contém Glúten                | Indicada  |